# Transport kolejowy w Tunezji
Transport kolejowy w Tunezji – system transportu kolejowego działający na terenie Tunezji.
W Tunezji istnieje łącznie 2173 km linii kolejowych (w tym 1991 km czynnych) z czego 471 km ma normalny rozstaw szyn (1435 mm), zaś 1694 km wąski metrowy rozstaw szyn (w tym 65 km zelektryfikowanych). Ponadto 8 km linii wykonano w splocie 1000/1435 mm. Narodowy przewoźnik to Société Nationale des Chemins de Fer Tunisiens.
Sieć kolejowa Tunezji jest, na tle innych państw afrykańskich, dobrze rozwinięta, zapewniając połączenia ze wszystkimi ważniejszymi miastami.

Mapa tunezyjskiej sieci kolejowej

## Infrastruktura
Napięcie obowiązujące na liniach zelektryfikowanych to 25kV 50 Hz.

## Historia
Pierwsze plany dotyczące budowy kolei w Tunezji pojawiły się w 1854.
W 1872 roku została otwarta pierwsza linia kolejowa Tunis-Goulette-Marsa (TGM). Jest to linia podmiejska.